# 管絃祭

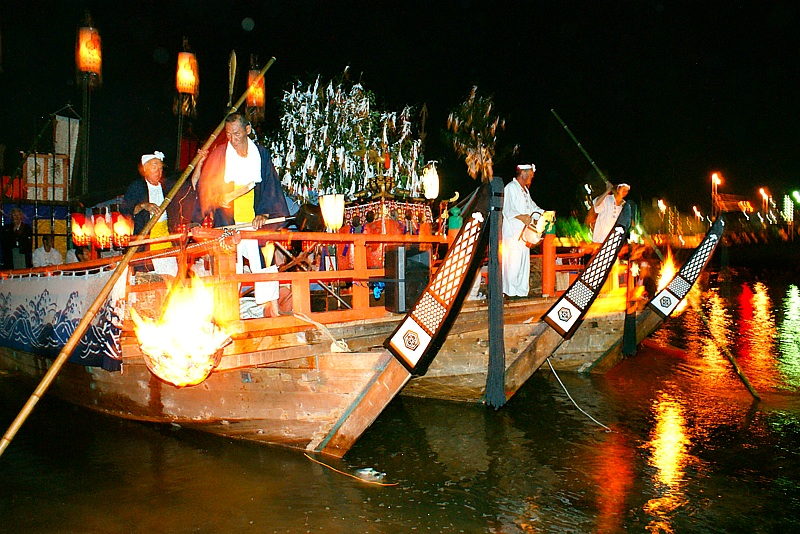
管絃を奉納する管絃船

管絃祭（かんげんさい）は、旧暦6月17日夕方に行われる厳島神社の祭礼行事である。
大阪市の天神祭と松江市のホーランエンヤと共に日本三大船神事の一つとされており、また、「三大川祭り」にも数えられる。

## 歴史

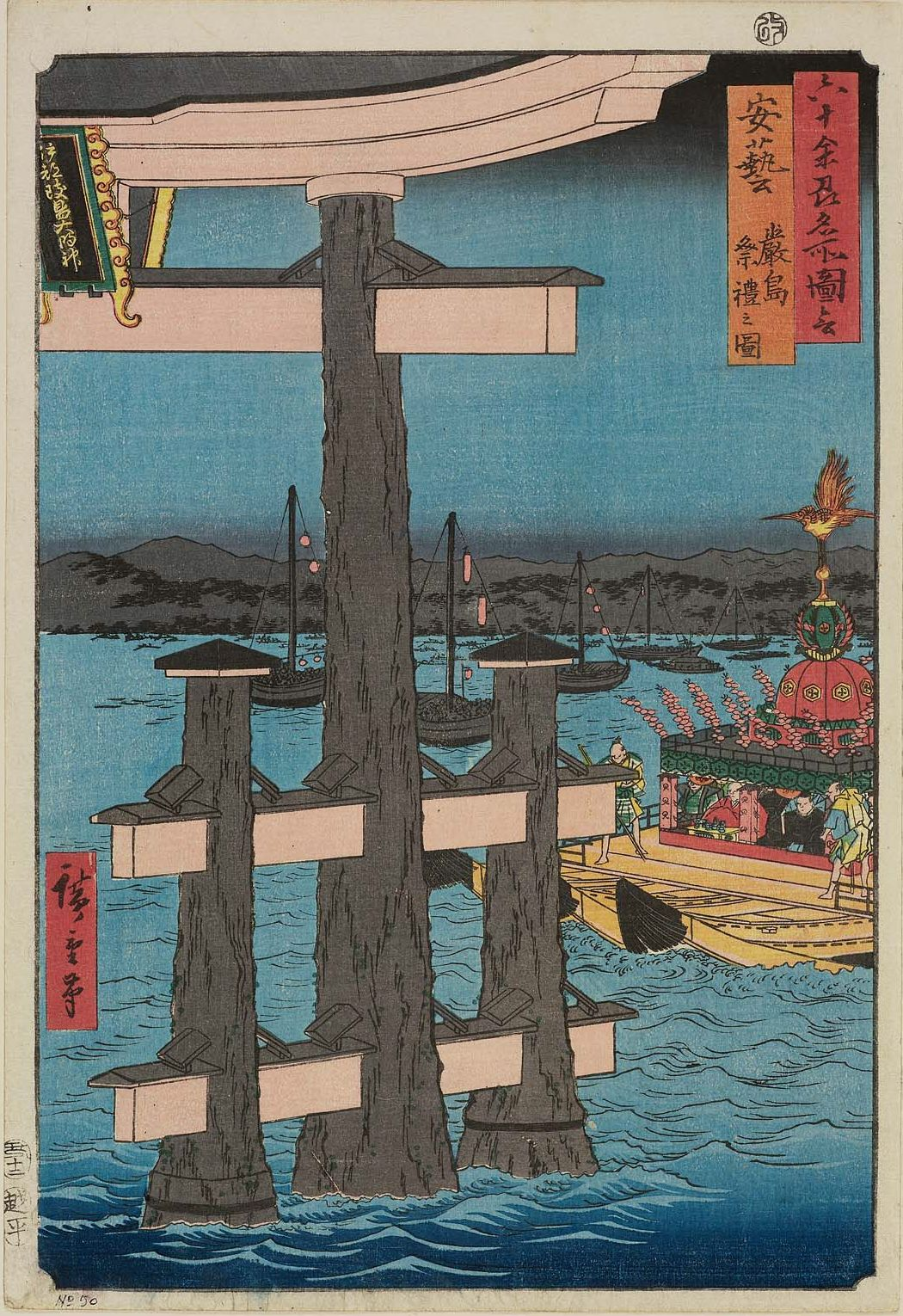
歌川広重『六十余州名所図会』内の「巌島 祭礼之図」

厳島神社を崇敬して現在の姿に造営した平清盛が始めたとされる。平安京で行われていた管絃遊びを、厳島神社の祀神を慰める神事として執り行うようになった。
平安時代、厳島は島全体が神とされ、人が住むことが許されなかった。そのため、対岸の地御前神社から厳島神社まで管絃船で管絃を合奏する神事を行っていたが、鎌倉時代以降、島内に人が住むようになってからは、厳島神社から管絃船）が出御し、地御前神社を経由して還御する現在の姿となる。

## 管絃船
現在は和船3艘を横に並べて1艘に組み、別の3艘の船で曳航するが、かつては1艘の大型船を使い自力で航行していた。

元禄十四年、管絃船が航行中に暴風雨に遭い転覆寸前となったところを、停泊して風雨を避けていた鯛網船（阿賀村の岡野喜右衛門）と、厳島神社に参拝する伝馬船（江波村の古川屋伝蔵）が管絃船を救助した。

この遭難事故以降、阿賀村と江波村が管絃船を曳航することとなり現在まで続いている。

## 開催日程
旧暦の6月17日に開催される。このため別名で「十七夜祭」とも呼ばれる。
船神事であることから、潮の干満を考慮し大潮の日に執り行われるようになった。

## 場所
厳島神社周辺から対岸の地御前神社周辺

## 予定時刻
- 16:00 発輦祭（はつれんさい）
- 17:00 御本殿出御
- 17:40 大鳥居前の儀
- 19:00 火立岩（ほたていわ）
- 19:50 地御前神社
- 21:00 長浜神社
- 21:40 大元神社
- 22:00 火焼前（ひたさき）
- 22:30 客神社前
- 23:00 御本殿還御

## 関連画像

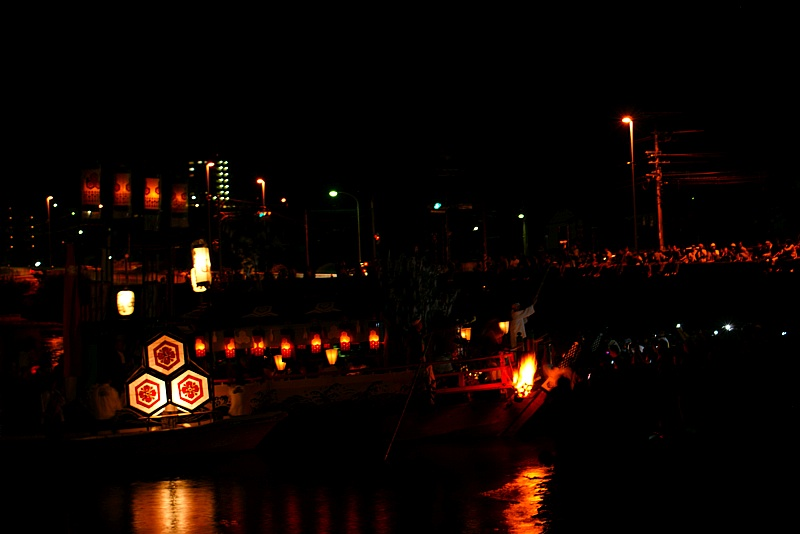
地御前神社へ曳航される管絃船
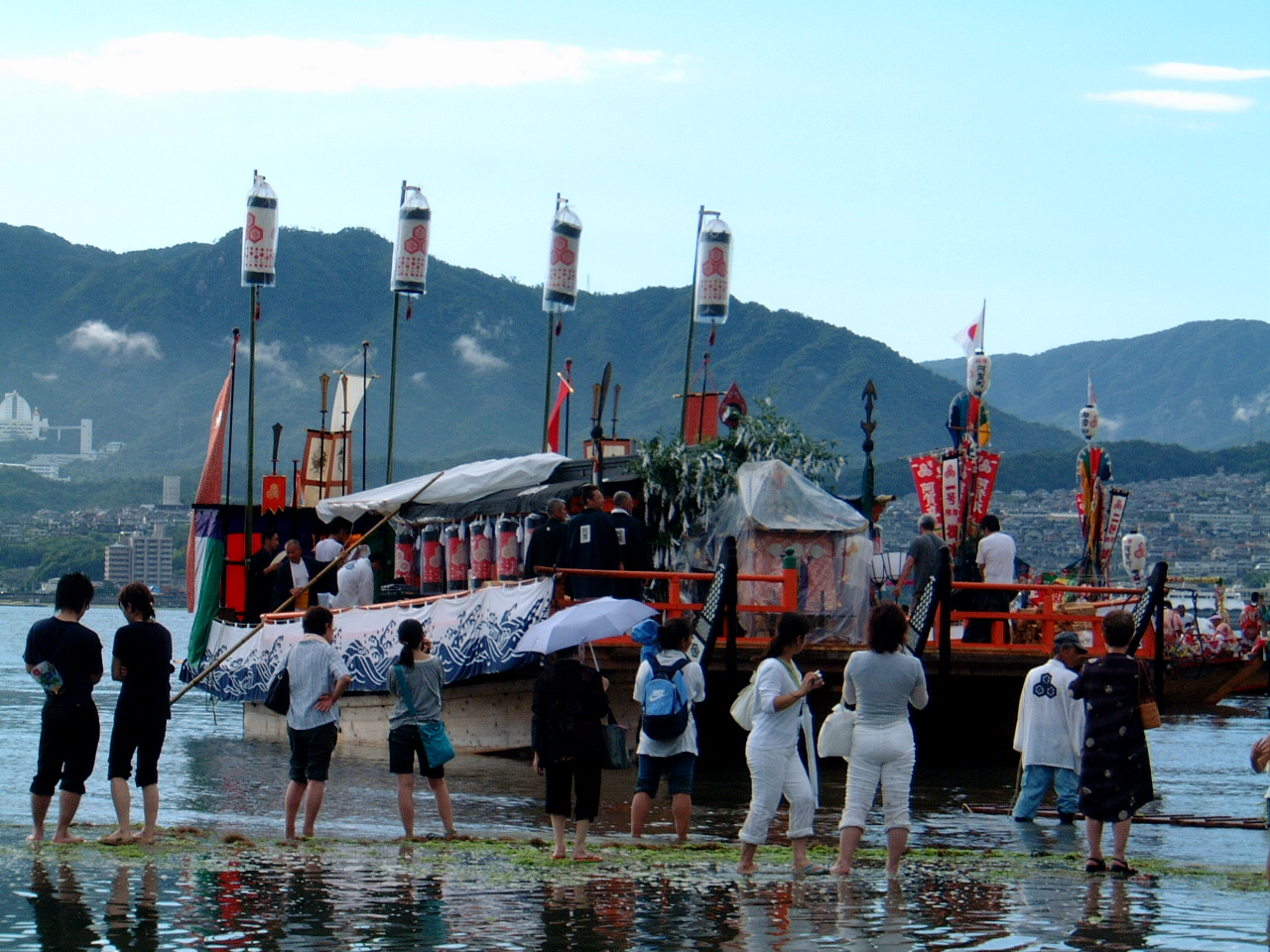